# Óscar Arias

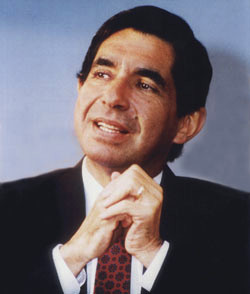
Óscar Arias Sánchez în anii 1980

Óscar Rafael de Jesús Arias Sánchez (n. 13 septembrie 1940, Heredia, Costa Rica) este fostul președinte al Republicii Costa Rica și primul laureat al Premiului Nobel din istorie care a fost nominalizat în timp ce era președintele unui stat. Arias Sánchez a fost președinte în perioada 1986 - 1990 și  2006 - 2010. În 1987 i-a fost acordat Premiul Nobel pentru Pace pentru eforturile sale de a încheia revoltele civile din America Centrală. 
Óscar Rafael de Jesús Arias Sánchez este jurist de profesie și a primit un mare număr de doctorate onorifice de la diferite universități din lume, inclusiv de la Universitatea Harvard.